# تشيس إليسون
تشيس إليسون (بالإنجليزية: Chase Ellison)‏ (مواليد 22 سبتمبر 1993 في رينو)، هو ممثل أمريكي بدأ مسيرته الفنية عام 2000.

## الأعمال
- الخنافس في الحديقة
- غير قابل للإيقاف
- مالكوم في الوسط
- ستة أقدام تحت الأرض
- كيف قابلت أمكما

## وصلات خارجية
- تشيس إليسون على موقع IMDb (الإنجليزية)
- تشيس إليسون على موقع ألو سيني (الفرنسية)
- تشيس إليسون على موقع أول موفي (الإنجليزية)
- تشيس إليسون على موقع قاعدة بيانات الأفلام السويدية (السويدية)
- تشيس إليسون على موقع إن إن دي بي (الإنجليزية)
- تشيس إليسون على موقع قاعدة بيانات الفيلم (الإنجليزية)
- تشيس إليسون على موقع كينوبويسك (الروسية)